# Spermienvermittelter Gentransfer
Der spermienvermittelte Gentransfer (engl. sperm-mediated gene transfer, SMGT) ist ein Verfahren zur Gentherapie, welches Spermien als Vektor verwendet, um einen transgenen Organismus zu erzeugen. Der spermienvermittelte Gentransfer kombiniert die künstliche Befruchtung durch eine intrazytoplasmatische Spermieninjektion (ICSI) mit DNA-beladenen Spermien.

## Prinzip
Spermien können im Kopfbereich (in subacrosomalen Bereich und im äquatorialen Segment) DNA binden und aufnehmen. Für einen spermienvermittelten Gentransfer wird zuerst die Samenflüssigkeit entfernt, um den inhibitorischen Faktor IF-1 zu entfernen. Durch eine zusätzliche Transfektion kann die Effizienz der Aufnahme gesteigert werden. Restriktionsenzyme können die Integration der transgenen DNA nach der Befruchtung einer Eizelle steigern. Die mit DNA beladenen Spermien können anschließend im Rahmen einer künstlichen Befruchtung durch eine intrazytoplasmatische Spermieninjektion in Oozyten eingeführt werden. Da keine Insertion der DNA in die DNA des Spermiums erfolgt, sind nicht zwangsläufig alle Tochterzellen transgen, sondern entweder vollständig transgen, mosaikartig transgen oder, bei einem vorzeitigen Abbau der DNA, nicht transgen.